# Gasques
Gasques é uma comuna francesa na região administrativa de Occitânia, no departamento de Tarn-et-Garonne. Estende-se por uma área de 13,43 km². Em 2010 a comuna tinha 420 habitantes (densidade: 31,3 hab./km²).